# Liste von Persönlichkeiten der Universität Münster
Diese Liste der Persönlichkeiten der Universität Münster, ehemals Westfälischen Wilhelms-Universität, enthält zahlreiche berühmte Absolventen und Studenten, Dozenten und Professoren sowie Träger der Ehrendoktorwürde der Universität Münster.

## Hochschullehrer

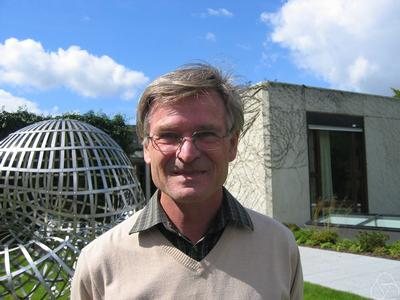
Joachim Cuntz, Max-Planck-Forschungspreis- träger und Leibnizpreisträger, seit 1997 in Münster.

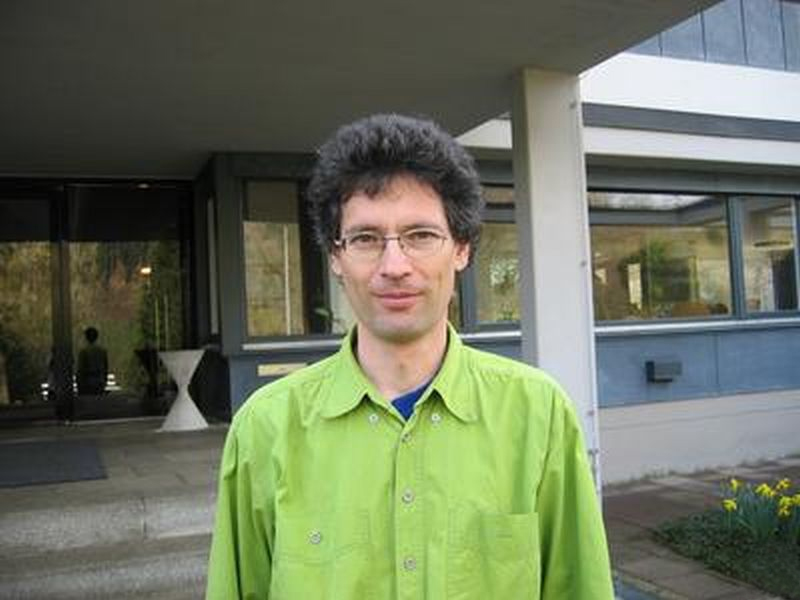
Christopher Deninger, Direktor des Mathematischen Instituts.

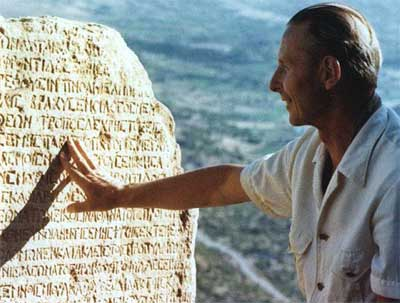
Friedrich Karl Dörner, Althistoriker, Altphilologe, Epigraphiker und Archäologe.

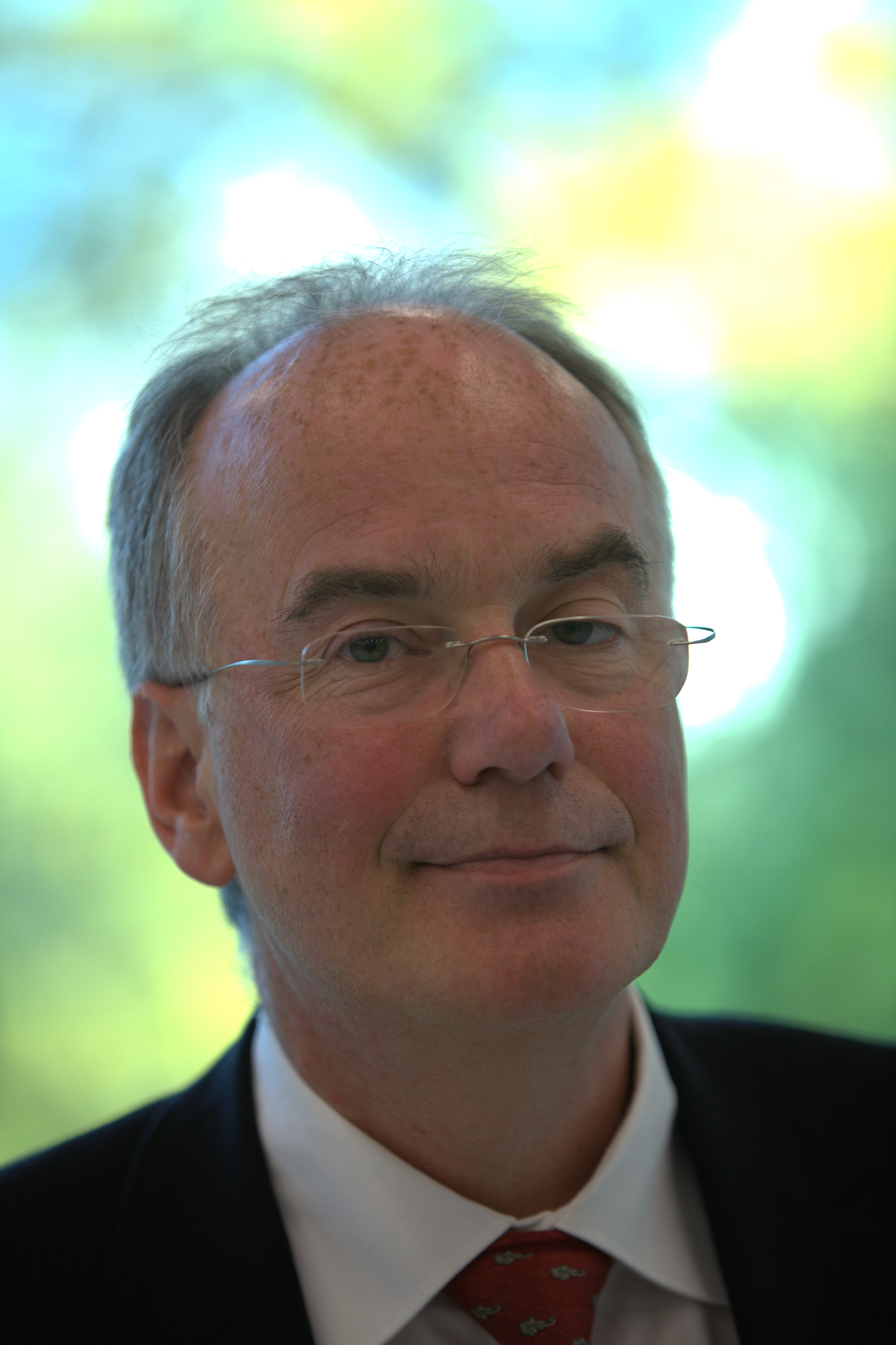
Bernd Holznagel, Professor für Staats- und Verwaltungsrecht.

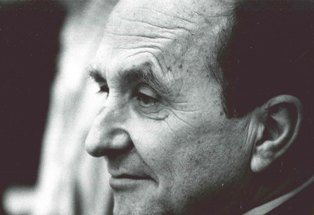
Fernando Inciarte war Professor für Philosophie

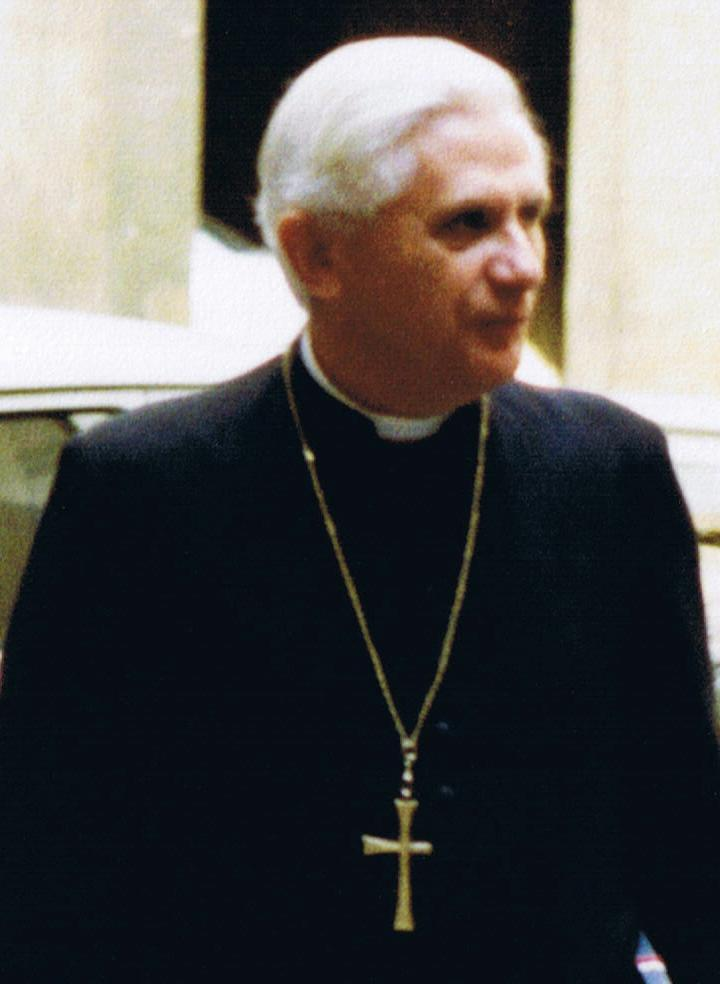
Joseph Ratzinger (Papst Benedikt XVI.), von 1963 bis 1966 Professor für Dogmatik.

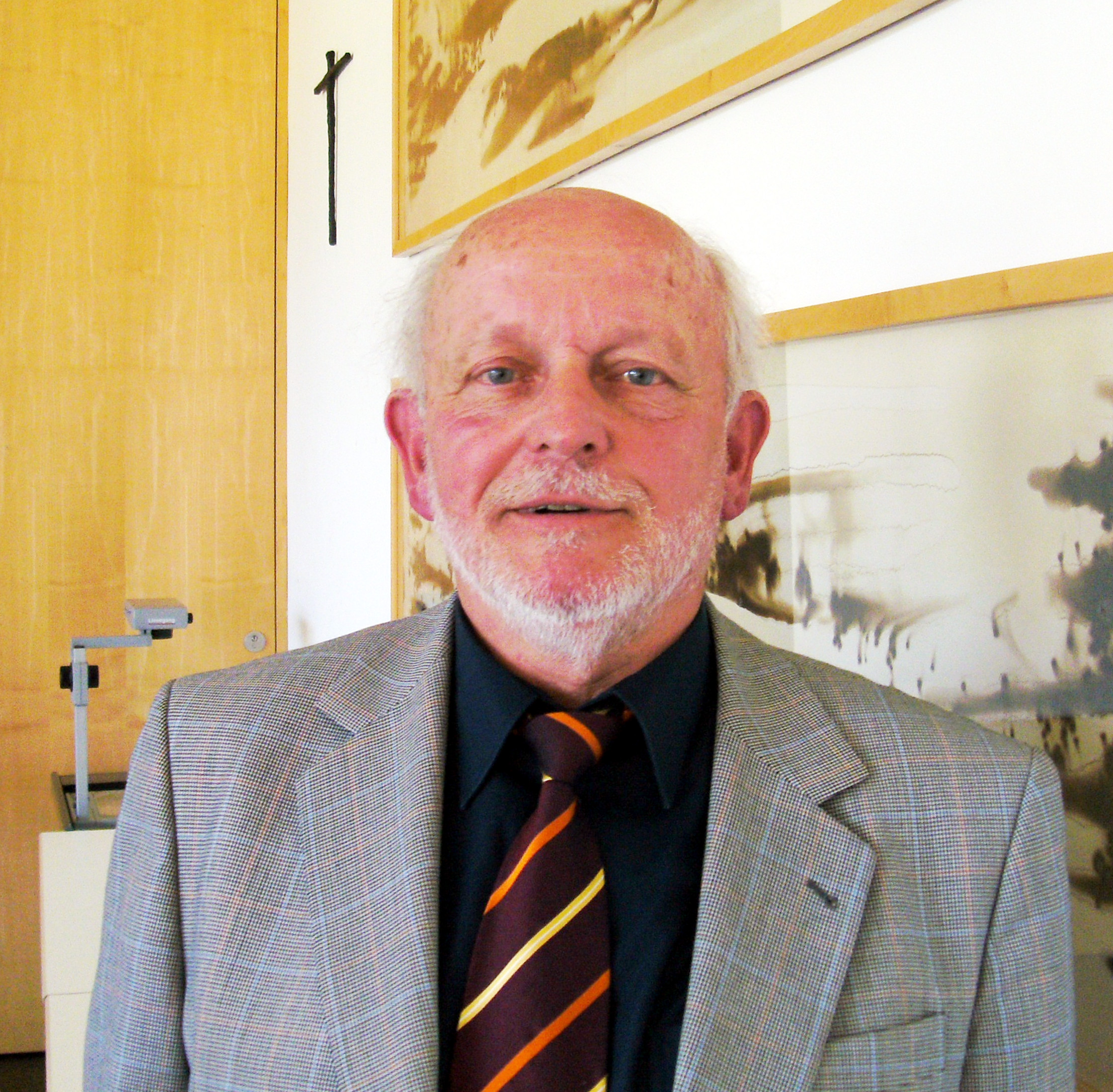
Klemens Richter, war Professor für Liturgie- wissenschaft und Dekan der Theologischen Fakultät.

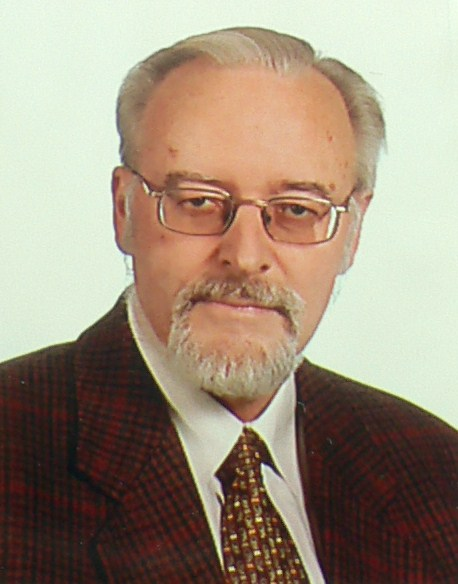
Winfried Schlepphorst, war Professor für Musikwissenschaft, Leiter der Orgelwissenschaft- lichen Forschungsstelle.

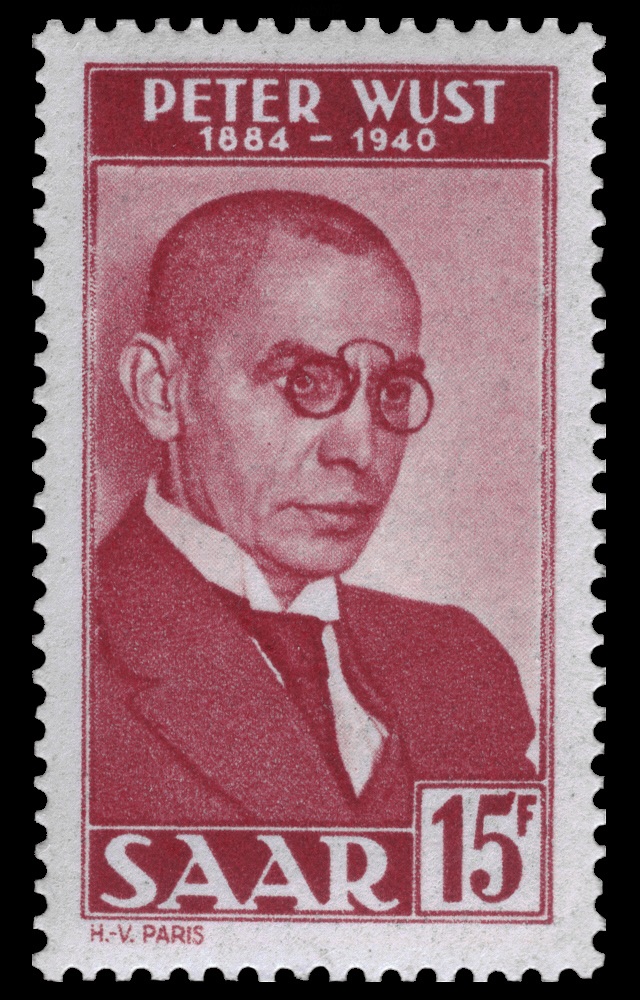
Peter Wust, Existenzphilosoph, Lehrauftrag von 1930 bis 1938.

- Wilhelm Ackermann (1896–1962), Mathematiker, fand die Ackermannfunktion
- Dieter Ahlert (* 1944), Betriebswirt (Marketing; insbesondere Distribution und Handel)
- Barbara Aland (1937–2024), evangelische Theologin
- Kurt Aland (1915–1994), evangelischer Theologe, Gründer des Instituts für Neutestamentliche Textforschung und des Bibelmuseums
- Götz Alsmann (* 1957), Musikwissenschaftler, Musiker, Entertainer, Honorarprofessor
- Gerd Althoff (* 1943), Historiker (Mediävist)
- Arnold Angenendt (1934–2021), katholischer Theologe und Kirchenhistoriker
- Max Apffelstaedt (1863–1950), Zahnmediziner und Kunstsammler
- Helmut Arntzen (1931–2014), Germanist und Schriftsteller
- Wilfrid Bach (1936–2015), Geograph und Klimatologe
- Klaus Backhaus (* 1947), Betriebswirt (insb. Marketing)
- Paul Bachmann (1837–1920), Mathematiker, bekannt für Zahlentheorie
- Jörg Baetge (* 1937), Betriebswirt (insb. Bilanzen und Wirtschaftsprüfung)
- Karl Barth (1886–1968), evangelisch-reformierter Theologe, „Kirchenvater des 20. Jahrhunderts“
- Johannes Bauermann (1900–1987), Historiker, Archivar
- Ulrich Beck (1944–2015), Soziologe
- Jörg Becker (* 1959), Wirtschaftsinformatiker und Geschäftsführer des ERCIS
- Benedikt XVI. (1927–2022), bürgerlich  Joseph Kardinal Ratzinger
- Heinrich Behnke (1898–1979), Mathematiker, Mitbegründer der komplexen Analysis („Münstersche Schule der komplexen Analysis“)
- Heinz Bittel (1910–1980), Physiker, Rektor
- Herwig Blankertz (1969–1983), Erziehungswissenschaftler/Pädagoge
- Albert Bleckmann (1933–2004), Rechtswissenschaftler
- Hans Blumenberg (1920–1996), Philosoph
- Martin T. Bohl (* 1962), Ökonom
- Manfred Borchert (1939–2017), Ökonom (Geld und Währung)
- Axel Born (1887–1935), Honorarprofessor Wirtschaftswissenschaftliche Fakultät und Direktor McKinsey
- Günter Breithardt (* 1944), ehem. Direktor der Medizinischen Klinik und Poliklinik C des Universitätsklinikum Münster, einer der weltweit führenden Kardiologen
- Bernhard Brockamp (1902–1968), Geophysiker und Polarforscher
- Johann Heinrich Brockmann (1767–1837), Professor der Theologie und Domprediger
- Hans Brox (1920–2009), Rechtswissenschaftler und Richter des Bundesverfassungsgerichts a. D.
- Alfred Brunswig (1877–1927), Philosoph
- Wolfgang Burandt (* 1957), Jurist, Anwalt
- Dieter Claessens (1921–1997), Soziologe und Anthropologe
- Lars Clausen (1935–2010), Soziologe
- Carl Correns (1864–1933), Botaniker und Pflanzengenetiker, Wiederentdecker der Mendelschen Regeln
- Joachim Cuntz (* 1948), Mathematiker, Max-Planck-Forschungspreisträger (1993) und Leibnizpreisträger
- Max Dehn (1878–1952), Mathematiker, löste als erster eines von Hilberts 23 mathematischen Problemen
- Christopher Deninger (* 1958), Mathematiker und Leibnizpreisträger
- Cornelia Denz (* 1963), Physikerin, 2010–2016 Prorektorin für Internationales und Wissenschaftlichen Nachwuchs
- Gerhard Domagk (1895–1964), Pathologe und Bakteriologe, Nobelpreis für Medizin 1939
- Friedrich Karl Dörner (1911–1992), Epigraphiker und Archäologe, Erforscher des Nemrut Dağı
- Udo Di Fabio (* 1954), Richter des Bundesverfassungsgerichts
- Theodor Filthaut (1907–1967), Pastoraltheologe
- Fred Fischer (* 1927), Physiker, ab 1968 Lehrstuhlinhaber und Direktor des Physikalischen Instituts
- Wilhelm Flitsch (1924–2012), Chemiker
- Otto Forster (* 1937), Mathematiker
- Walter Franz (1911–1992), Physiker (Franz-Keldysh-Effekt)
- Robert Fricke (1895–1950), Chemiker
- Harald Fuchs (* 1951), Physiker für Experimentelle Physik, Mitbegründer von CeNTech
- Marian Füssel (* 1973), Historiker
- Frank Glorius (* 1972), Chemiker, seit 2022 Dekan des Fachbereichs Chemie und Pharmazie
- Adolf Gottlob (1857–1930), Historiker
- Thomas Großbölting (1969–2025), Historiker
- Heinz Grossekettler (1939–2019), Volkswirt, insb. Finanzwissenschaft, Vorsitzender des wissenschaftlichen Beirats des Bundesfinanzministeriums
- Boris Groys (* 1947), Philosoph
- Erich Gutenberg (1897–1984), Betriebswirt, Erfinder der modernen Betriebswirtschaftslehre
- Andreas Hartmann (* 1952), Volkskundler
- Heinz Hartmann (1930–2023), Soziologe
- David Haunfelder (1912–1989), Zahnmediziner
- Eduard Heis (1806–1877), Astronom
- Ernst Helmstädter (1924–2018), Volkswirt
- Thorsten Hennig-Thurau (* 1967), Betriebswirt (insb. Marketing)
- Hans-Olaf Henkel (* 1940), Honorarprofessor der Wirtschaftswissenschaftlichen Fakultät
- Hans Hermes (1912–2003), von 1953 bis 1966 Leiter des Instituts für mathematische Logik und Grundlagenforschung
- Horst Herrmann (1940–2017), Soziologe und Schriftsteller (P.E.N.-Zentrum)
- Johannes Herrmann (1880–1960), evangelischer Theologe
- Ferdinand Hestermann (1878–1959), Ethnologe, Linguist, Gründer der Abteilung „Der Kaukasus und seine Sprachen“ am Orientalischen Seminar
- Klaus Hildebrand (* 1941), Historiker
- Franz Hillenkamp (1936–2014), Bioanalytiker, bekannt für die Erfindung der heute weltweit eingesetzten „Matrix-unterstützte Laser-Desorptions-Ionisations-Massenspektrometrie“ (MALDI-MS)
- Johann Wilhelm Hittorf (1824–1914), Physiker und Chemiker, Entdecker der Kathodenstrahlen, Ehrenbürger von Münster
- Thomas Hoeren (* 1961), Rechtswissenschaftler im Bereich Informations-,Telekommunikations- und Medienrecht
- Walther G. Hoffmann (1903–1971), Volkswirt, bekannt für seine Arbeiten über das Wachstum der deutschen und englischen Volkswirtschaften
- Bernd Holznagel (* 1957), Rechtswissenschaftler im Bereich Informations-,Telekommunikations- und Medienrecht
- Dieter Hoppe (1941–2024), Chemiker, einer der bekanntesten Deutschlands im Bereich Synthesechemie, u. a. Max-Planck-Forschungspreisträger
- Klaus Hortschansky (1935–2016), Musikwissenschaftler
- Christoph Aloys Hüffer (1755–1792), Professor für Natur- und Völkerrecht, später auch Kriminologie, Vater von Johann Hermann Hüffer
- Fernando Inciarte (1929–2000), Philosoph
- Erwin Iserloh (1915–1996), Theologe
- Hans D. Jarass (* 1945), Rechtswissenschaftler, Leiter des Zentralinstituts für Raumplanung
- Erik Jayme (1934–2024), Rechtswissenschaftler
- Johann Heinrich Kalthoff (1803–1839), Privatdozent für orientalische Sprachen und orientalische Altertümer
- Uwe Karst (* 1965), Chemiker
- Walter Kasper (* 1933), Theologe und Kardinal
- Ferdinand Adalbert Kehrer (1883–1966), Mediziner, Neurologe, Psychiater
- Adel Theodor Khoury (1930–2023), Theologe, bekannt für seine Werke um das Christentum und den Islam, Übersetzer der bekanntesten Koran-Übersetzung
- Wilhelm Killing (1847–1923), Mathematiker, Begründer der Theorie der kontinuierlichen Gruppen
- Paul Kirchhof (* 1943), Rechtswissenschaftler, Professor bis 1987
- Johann Hyacinth Kistemaker (1754–1834), katholischer Theologe und Pädagoge
- Wilhelm Klemm (1896–1985), Chemiker, Rektor
- Friedrich von Klocke (1891–1960), Historiker
- Karl Knauer (1906–1966), Romanist
- Helmut Koch (1919–2015), Betriebswirt (besonders Unternehmensführung), Vorgänger des Instituts für Anlagen und Systemtechnologien
- Joseph König (1843–1930), Chemiker
- Werner Korte (1906–1982), Musikwissenschaftler
- Manfred Krafft (* 1963), Betriebswirt (insb. Marketing)
- Herma Kramm (1920–1998), Universitätschordirektorin
- Adolf Kratzer (1893–1983), Physiker, „Vater“ des Honnefer Modells
- Paul Krause (Arzt) (1871–1934), Internist und Röntgenologe
- Ekkehard Kreft (1939–2015), Musikpädagoge und Musikwissenschaftler
- Wilhelm Kroll (1869–1939), Klassischer Philologe, Professor von 1906 bis 1913
- Hans-Jürgen Krysmanski (1935–2016), Soziologe
- Manuel Losada Villasante (* 1929), Biochemiker
- Jens Leker (* 1963), Wirtschaftswissenschaftler, 2002 bis 2005 Dekan des Fachbereichs Chemie und Pharmazie
- Ulrich Leffson (1911–1989), Betriebswirt, insb. Wirtschaftsprüfung und Bilanzen
- Karl Lehmann (1894–1960), Archäologe
- Paul Leidinger (* 1932), Historiker, Geschichtsdidaktiker
- Franz Lotze (1903–1971), Geologe
- Hermann Lübbe (* 1926), Philosoph
- Wolfgang Lück (* 1957), Mathematiker und Max-Planck-Forschungspreisträger (2003)
- Niklas Luhmann (1927–1998), Soziologe
- Simon Lux (* 1983), Chemiker, Mitglied der Institutsleitung der Fraunhofer-Einrichtung Forschungsfertigung Batteriezelle FFB
- André Marchand (* 1980), Betriebswirt (insb. Marketing)
- Frido Mann (* 1940), Psychologe und Schriftsteller, Enkel von Thomas Mann
- Golo Mann (1909–1994), Historiker, Publizist, Schriftsteller, 1958–1960 Gastdozent an der Universität Münster, Sohn von Thomas Mann
- Odo Marquard (1928–2015), Philosoph
- Wolf-Dieter Marsch (1928–1972), evangelischer Theologe
- Willi Marxsen (1919–1993), ev. Theologe, Neutestamentler, Begründer der Methode Redaktionsgeschichte
- Heribert Meffert (* 1937), Betriebswirt (insb. Marketing)
- Johann Baptist Metz (1928–2019), katholischer Theologe
- Wolfgang Metzger (1899–1979), Psychologe
- Klaus Mezger (* 1958), Geochemiker und Leibnizpreisträger
- Georg Milbradt (* 1945), Volkswirt und ehemaliger Ministerpräsident von Sachsen
- Ruth Mohrmann (1945–2015), Volkskundlerin.
- Alfred Müller-Armack (1901–1978), Volkswirt
- Frank Natterer (* 1941), Mathematiker, international bekannt für den Bereich numerische Mathematik
- Ursula Nelles (* 1949), Juristin, seit 1994 Professorin und 2006–2016 Rektorin der Universität Münster
- Christoph Neuberger (* 1964), Kommunikationswissenschaftler
- Eberhard Nieschlag (1941–2025), Mediziner, Männerheilkunde
- Jürgen Overhoff (* 1967), Historiker und Erziehungswissenschaftler
- Ludwig Pack (* 1929), ordentlicher Professor für Betriebswirtschaftslehre (1961–1967)[1]
- Josef Pieper (1904–1997), Philosoph
- Otto Alfred Piper (1891–1982), deutsch-amerikanischer evangelischer Theologe
- Johann Plenge (1874–1963), Volkswirt und Soziologe
- Kurt Poll (* 1930), Geologe, Direktor des Geologisch-Paläontologischen Instituts, Ehemann von Roswitha Poll
- Detlef Pollack (* 1955), Soziologe
- Andreas Predöhl (1893–1974), Volkswirt, Rektor 1961/62
- Thomas Pröpper (1941–2015), Theologe
- Karl Rahner (1904–1984), Theologe
- Marianne Ravenstein (1957–2024), Kommunikationswissenschaftlerin
- Hans-Jürgen Rehm (1927–2017), Mikrobiologe, Inhaber der DECHEMA-Medaille
- Reinhold Remmert (1930–2016), Mathematiker, bekannt für seine Entdeckungen in der komplexen Analysis
- Bernhard Rensch (1900–1990), Biologe
- Irmintraut Richarz (1927–2012), Direktorin des Instituts für Haushaltswissenschaft und Didaktik der Haushaltslehre
- Klemens Richter (* 1940), Direktor des Seminars für Liturgiewissenschaft, Dekan der Kath.-Theologischen Fakultät
- Gerhard A. Ritter (1929–2015), Historiker
- Joachim Ritter (1903–1974), Philosoph
- Rudolf Rosemann (1870–1943), Physiologe
- Herbert Roth (* 1951), Zivilrechtler
- Wilhelm Sauer (1879–1962), Rechtswissenschaftler, Kriminologe
- Helmut Schelsky (1912–1984), Soziologe
- Winfried Schlepphorst (1937–2006), Domorganist, Musikwissenschaftler
- Eva Schlotheuber (* 1959), Historikerin
- Jürgen Schmidt (1941–2024), Rektor der Universität Münster
- Siegfried J. Schmidt (1940–2025), Kommunikationswissenschaftler und Philosoph
- Edzard Schmidt-Jortzig (* 1941), Politiker und Jurist
- Perry Schmidt-Leukel (* 1954), Theologe und Religionswissenschaftler
- Ruth Schmidt-Wiegand (1926–2014), Germanistin, Rechtshistorikerin
- Otmar Schober (* 1948), Nuklearmediziner
- Armin Scholl (* 1962), Kommunikationswissenschaftler
- Heinrich Scholz (1884–1956), Philosoph und Mathematiker, Pionier und Gründer des ersten Institut für Mathematische Logik
- Georg Schreiber (1882–1963), katholischer Theologe, Kirchenhistoriker, Reichstagsabgeordneter (Zentrum), Rektor der Universität Münster 1945/46
- Andreas Schulte (* 1958), Forstwissenschaftler und Vorstandsvorsitzender des an die Universität angeschlossenen Internationalen Instituts für Wald und Holz NRW
- Jochen Schumann (1930–2018), Volkswirt (Volkswirtschaftstheorie)
- Waltraut Seitter (1930–2007), Astronomin
- Hans-Jürgen Seraphim (1899–1962), Wirtschaftshistoriker
- Gernot Sieg (* 1966), Volkswirt (Verkehrsökonomik)
- Burkhard Spinnen (* 1956), Germanist und Schriftsteller
- Anton Matthias Sprickmann (1749–1833), Dichter und Jurist, Freund und Förderer der Annette von Droste-Hülshoff
- Edith Stein (1891–1942), Philosophin, Frauenrechtlerin, katholische Nonne und Heilige
- Dieter Stöffler (1939–2023), Planetologe und Leibnizpreisträger
- Barbara Stollberg-Rilinger (* 1955), Historikerin und Leibnizpreisträgerin
- Udo Stratmann (1957–2020), Anatom und Zahnmediziner
- Robert Stupperich (1904–2003), evangelischer Theologe
- Ulrich van Suntum (* 1954), Volkswirt
- Aurel von Szily (1880–1945), Ophthalmologe
- Hans-Ulrich Thamer (* 1943), Historiker
- Hermann Themann (* 1927), Student der Biologie und Medizin, außerplanmäßiger Professor für Medizinische Physik und Elektronenmikroskopie, ab 1974 ordentlicher Professor für Medizinische Cytobiologie
- Jost Trier (1894–1970), Germanist
- Rosemarie Tüpker (* 1952), Musiktherapeutin und Musikwissenschaftlerin
- Ulrich Unger (1930–2006), Sinologe
- Otmar von Verschuer (1896–1969), Mediziner, Humangenetiker und Zwillingsforscher
- Dietmar Vestweber (* 1956), Zellbiologe und Leibnizpreisträger
- Hermann Kardinal Volk (1903–1988), Bischof von Mainz
- Herbert Vorgrimler (1929–2014), katholischer Theologe
- Gottfried Vossen (* 1955), Informatiker und Vizepräsident der Gesellschaft für Informatik
- Berthold Wald (* 1952), Philosoph, Rektor der Theologischen Fakultät in Paderborn
- Michael Wecklein (1778–1849), Professor für Exegese und orientalische Sprachen, Kanoniker in Aachen
- Hans Wehr (1909–1981), Islamwissenschaftler und Autor des führenden arabisch-deutschen und arabisch-englischen Wörterbuches
- Johannes Wessels (* 1962), Physiker, von 2006 bis 2010 Dekan des Fachbereichs Physik, ab 2016 Rektor der Universität Münster
- Ewald Wicke (1914–2000), Chemiker, Träger des Fritz-Haber-Preises der Bunsen-Gesellschaft für Physikalische Chemie, Inhaber der Arnold-Eucken-Medaille und der DECHEMA-Medaille
- Friso Wielenga (* 1956), Historiker und Direktor des Zentrums für Niederlande-Studien
- Benno von Wiese (1903–1987), Germanist
- Burkhard Wilking (* 1970), Mathematiker und Leibnizpreisträger
- Hubert Wolf (* 1959), Historiker und Theologe und Leibnizpreisträger
- Hans-Michael Wolffgang (* 1953), Jurist
- Peter Wust (1884–1940), Philosoph
- Erich Zenger (1939–2010), katholischer Theologe
- Kaspar Zumkley (1732–1794), Mathematiker

## Absolventen und Studenten

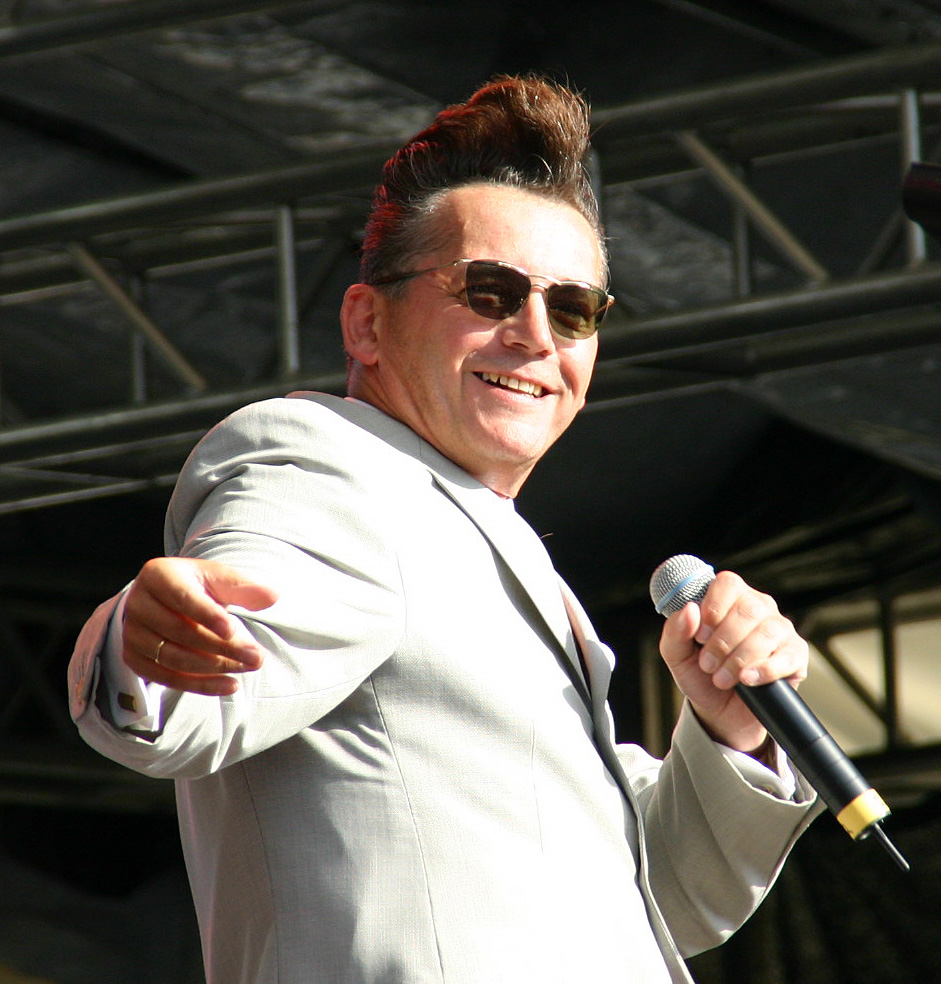
Götz Alsmann schloss 1984 sein Studium in Musikwissenschaften ab.

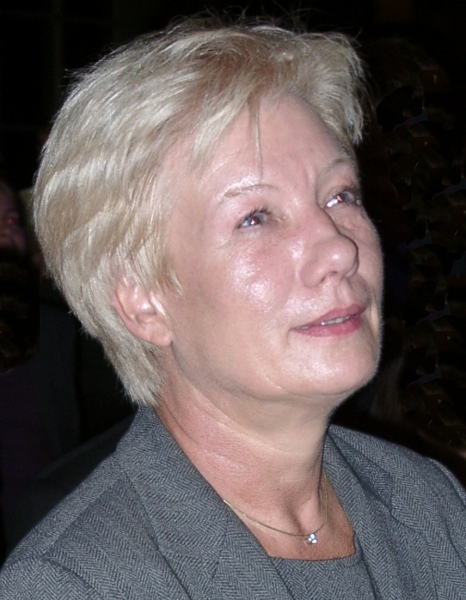
Gabriele Behler, ehemalige Kultusministerin in Nordrhein-Westfalen, studierte von 1969 bis 1975 Germanistik und Geschichte.

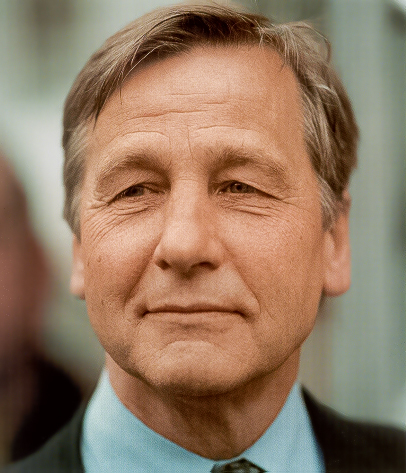
Wolfgang Clement schloss 1965 sein Studium der Rechtswissenschaften in Münster ab.

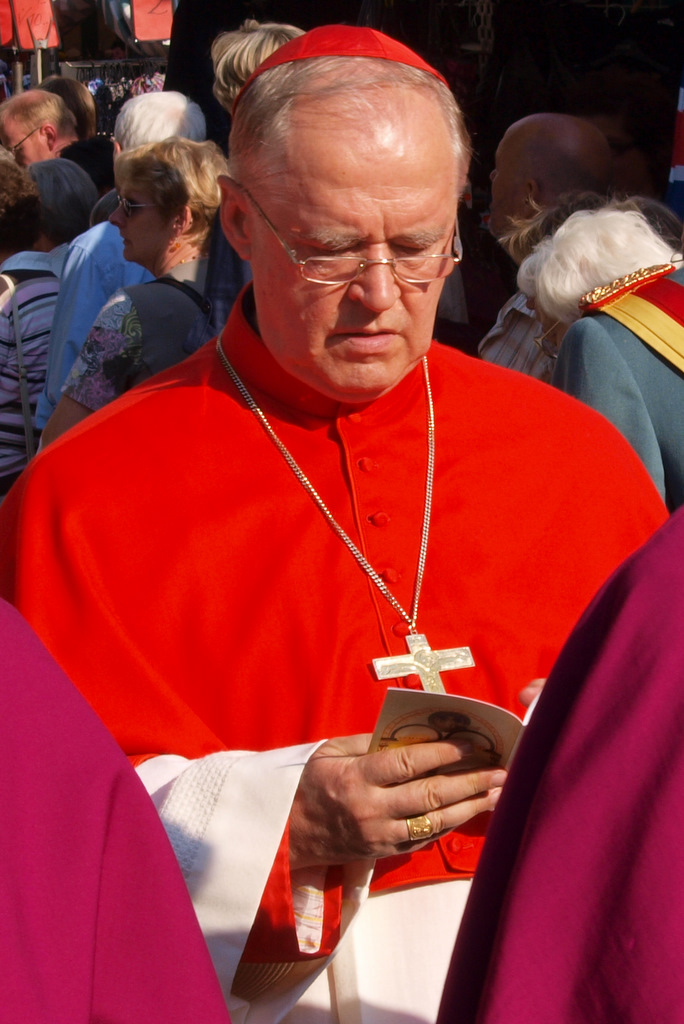
Paul Josef Cordes, Kurienkardinal in Rom, studierte 1955 zunächst Humanmedizin in Münster.

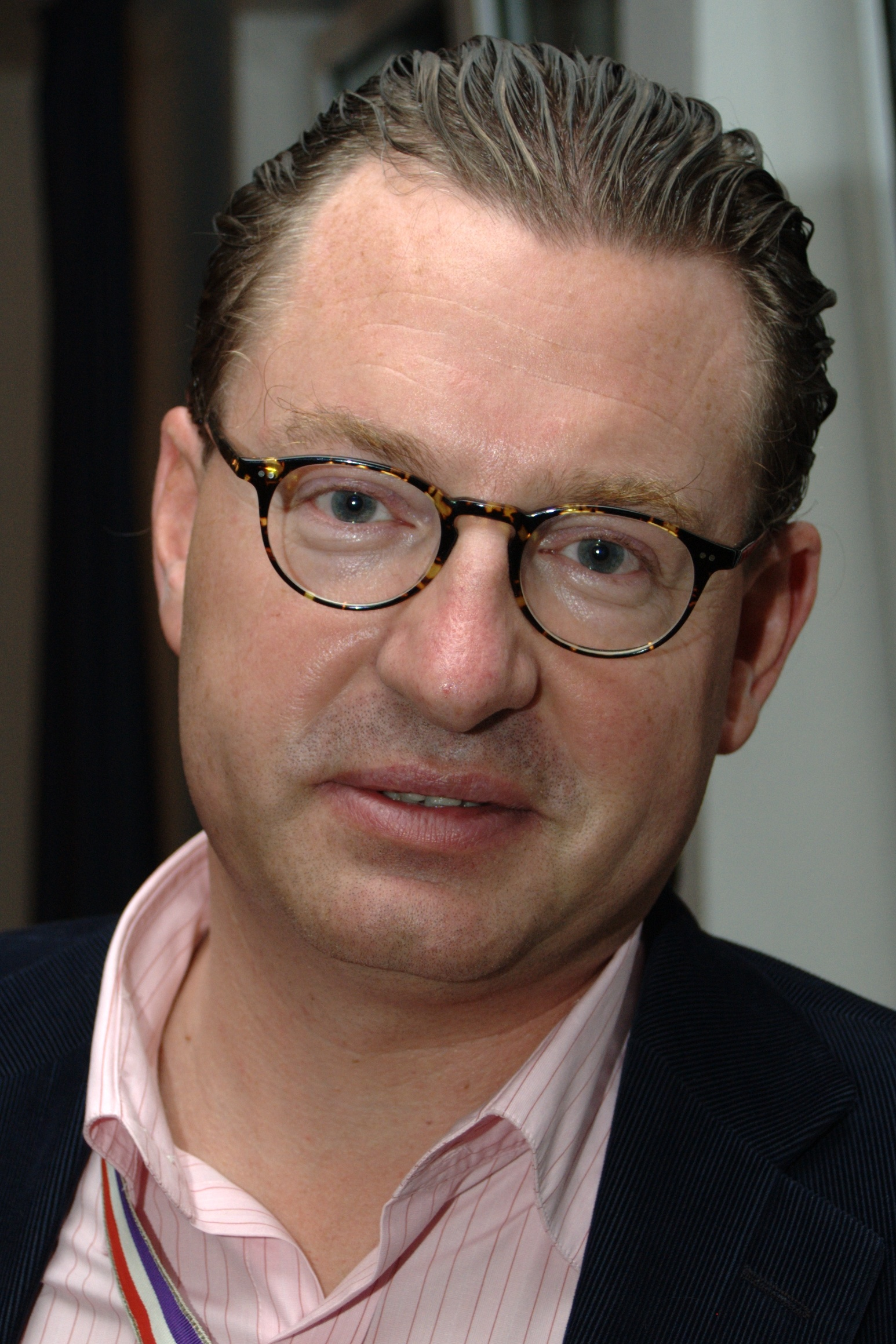
Kai Diekmann, Chefredakteur der Bild-Zeitung, studierte in Münster.

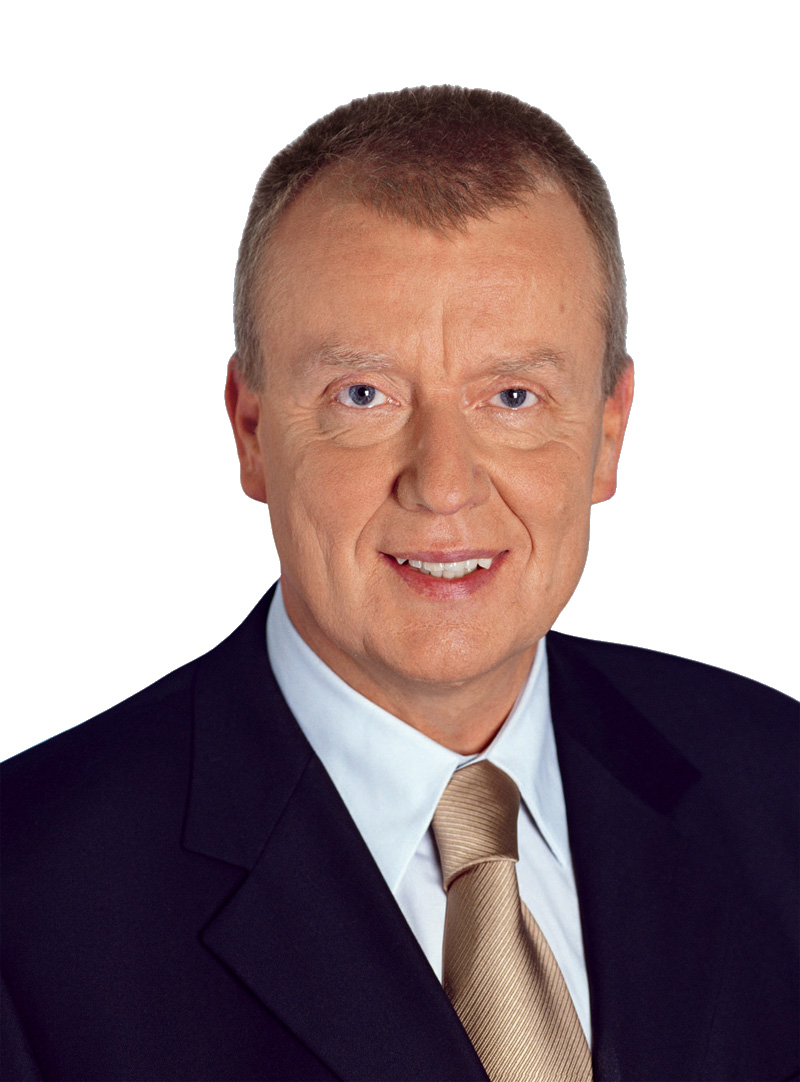
Ruprecht Polenz studierte zwischen 1968 und 1976 in Münster.

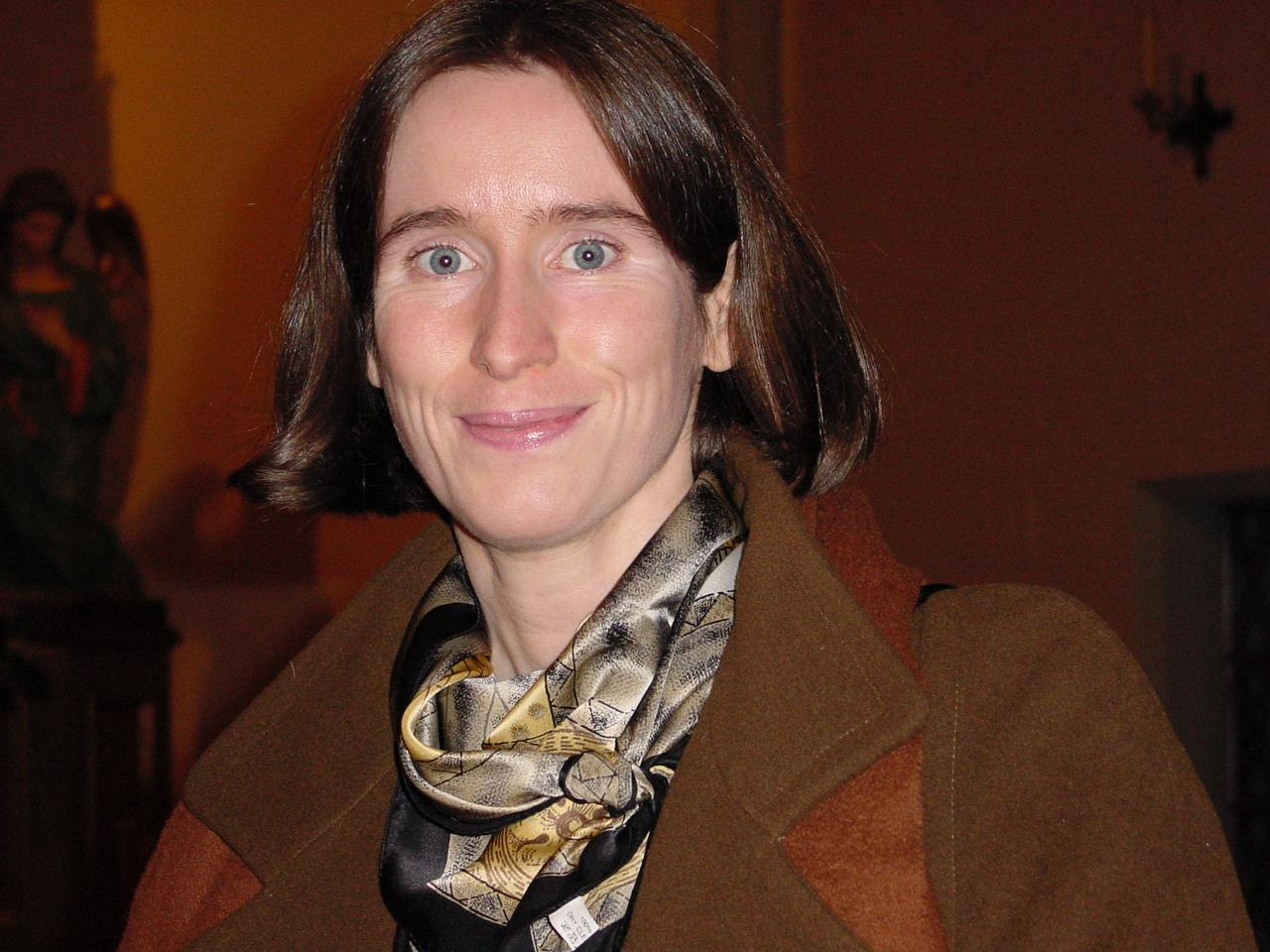
Barbara Stühlmeyer, 2004 Promotion mit Summa cum laude.

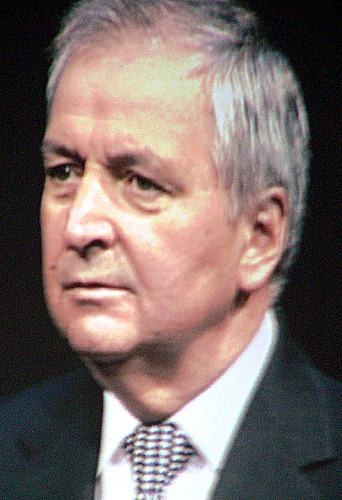
Klaus Töpfer studierte Volkswirtschaft an der WWU und promovierte 1968.

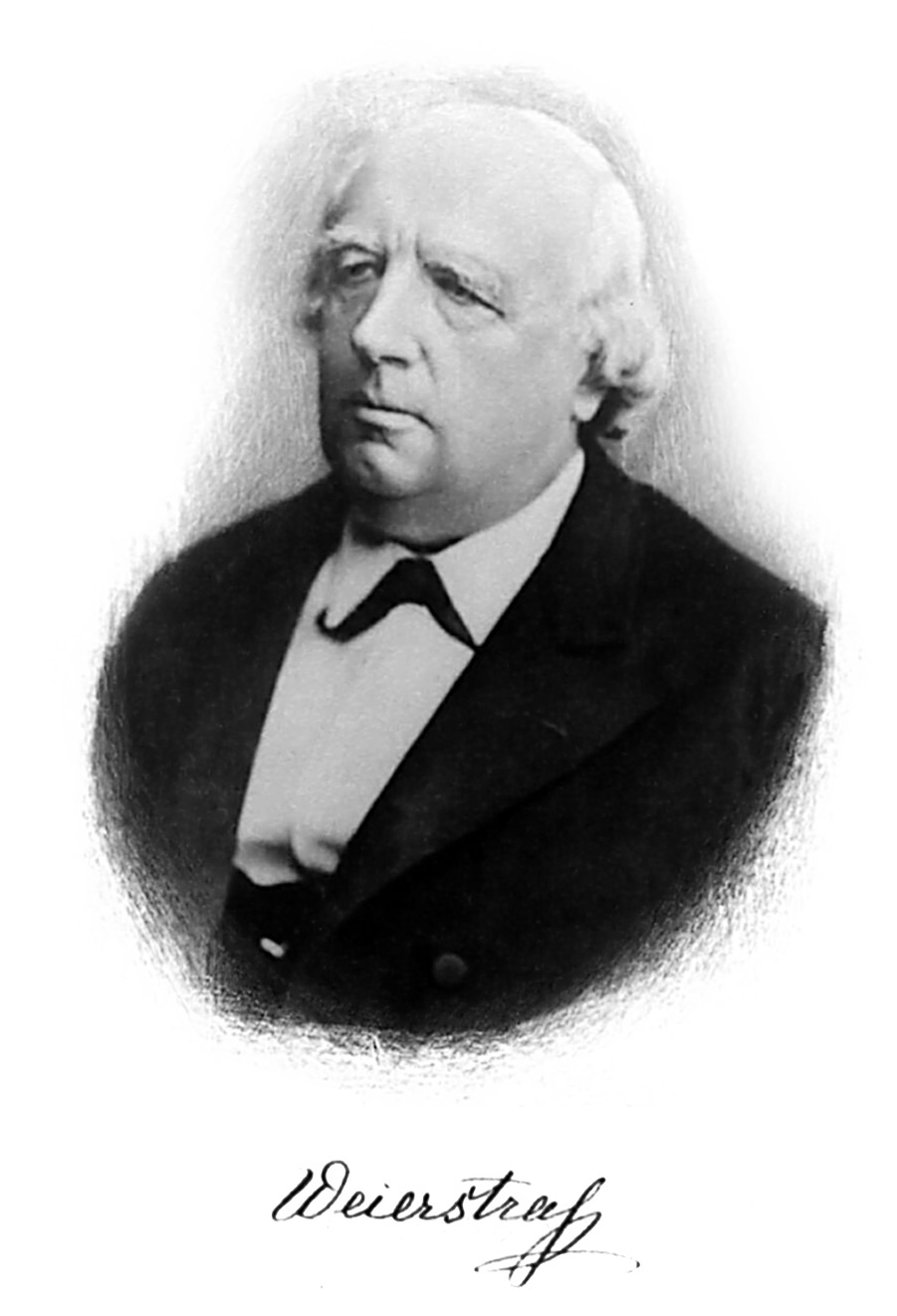
Karl Weierstraß, Mathematiker, studierte 1838 bis 1840 in Münster Physik.

- Götz Alsmann (* 1957), Musiker, Entertainer und Honorarprofessor
- Peter Paul Althaus (1892–1965), Schriftsteller und Kabarettist
- Walter Baade (1893–1960), Astronom, Astrophysiker
- Daniel Bahr (* 1976), Politiker Bundesminister für Gesundheit
- Katarina Barley (* 1968), Politikerin (SPD), Bundesministerin der Justiz und für Verbraucherschutz
- Wolfgang Baumann (* 1948) Jurist, Honorarprofessor, Autor
- Christian Becker-Carus (* 1936), Naturwissenschaftler, Psychologe und Schlafforscher
- Johannes Georg Bednorz (* 1950), Nobelpreisträger für Physik (1987)
- Gabriele Behler (* 1951), Politikerin
- Gerhard J. Bellinger (1931–2020), Theologe
- Thomas Bellut (* 1955), ZDF-Programmdirektor
- Hubertus Brandenburg (1923–2009), Bischof der katholischen Kirche in Schweden
- Werner Brinkmann (* 1946), Alleinvorstand der Stiftung Warentest zwischen 1995 und Ende 2011
- Johann Heinrich Brockmann (1767–1837), katholischer Theologe, Geistlicher und Hochschullehrer
- Manfred Bruhn (* 1949), Betriebswirt, besonders Marketing. Professor an der Universität Basel und Honorarprofessor der Technischen Universität München
- Friedhelm Busch (* 1938), Fernsehmoderator (Telebörse)
- Martin Carrier (* 1955), Philosoph, Leibnizpreisträger
- Friedrich Caspers (* 1951), Betriebswirt, Vorstandsvorsitzender R+V Versicherung
- Wolf-Michael Catenhusen (1945–2019), Politiker
- Wolfgang Clement (1940–2020), ehemaliger deutscher Bundesminister für Wirtschaft und Arbeit und Ministerpräsident von Nordrhein-Westfalen
- Paul Josef Cordes (1934–2024), Kurienkardinal, Präsident des Päpstlichen Rates Cor Unum
- Gerhard Cromme (* 1943), Jurist, Aufsichtsratsvorsitzender der Siemens AG
- Wilhelm Damberg (* 1954), Kirchenhistoriker, Professor an der Ruhr-Universität Bochum
- Werner Delfmann (* 1949), Betriebswirt (Richtung: Logistik)[2]
- Ulrich Deppendorf (* 1950), Journalist und Moderator
- Ingolf Deubel (* 1950), Politiker
- Kai Diekmann (* 1964), Journalist
- Thomas Dinkelmann (* 1959), Politiker
- Andreas Raymond Dombret (* 1960), Betriebswirt, Vice-Chairman Europa Bank of America, Vorsitzender Geschäftsleitung Deutschland, Österreich, Schweiz
- Wilderich von Droste zu Hülshoff (* 1948), Jurist, Autor und Stiftungsvorstand
- Martin Ebbertz (* 1962), Schriftsteller
- Kaspar Elm (1929–2019), Historiker
- Kirsten Erl (1966–2017), Fernsehrichterin
- Hans-Jürgen Ewers (1942–2002), Volkswirt, Präsident der TU Berlin
- Gerd Faltings (* 1954), Mathematiker, Fields-Medaille und Leibnizpreisträger
- Dieter Fenske (* 1942), Chemiker
- Wilhelm Anton Ficker (1768–1824), Mediziner in Paderborn
- Kurt von Figura (* 1944), Molekularbiologe, Habilitation, Präsident der Georg-August-Universität Göttingen
- Birgit Fischer (* 1953), Politikerin
- Mareile Flitsch (* 1960), Ethnologin und Sinologin
- Wilhelm Flitsch (1924–2012), Chemiker
- Peter Funnekötter (* 1946), Ruderer
- Jürgen Gerdes (* 1964), Betriebswirt, Vorstandsmitglied Deutsche Post AG
- Herbert Giersch (1921–2010), Volkswirt, leitete das Institut für Weltwirtschaft von 1969 bis 1989, langjähriges Mitglied des Bundesministerium für Wirtschaft u. a.
- Hans Grauert (1930–2011), Mathematiker, u. a. erster Preisträger des Karl-Georg-Christian-von-Staudt-Preis
- Friedrich Wilhelm Grimme (1827–1887), Schriftsteller, Gelehrter
- Andreas Gruschka (* 1950), Erziehungswissenschaftler/Pädagoge
- Sergi Gvarjaladze (* 1967), Musiker, Journalist, Showmaster, Filmregisseur
- August Hanning (* 1946), Staatssekretär des Bundesministerium des Innern und ehemaliger Präsident des Bundesnachrichtendienstes
- Peter Heine (* 1944), Islamwissenschaftler
- Gustav Heinemann (1899–1976), Politiker
- Hans Werner Heymann (* 1946), Erziehungswissenschaftler und Hochschullehrer
- Franz Kardinal Hengsbach (1910–1991), ehem. Bischof von Essen
- Werner Heukamp (1929–2020), katholischer Pfarrer, Heimatforscher und Autor
- Friedrich Hirzebruch (1927–2012), Mathematiker
- Andreas Holzem (* 1961), Theologe, Professor an der Universität Tübingen
- Wolfgang Holzgreve (* 1955), Pränatalmediziner, Ärztlicher Direktor am Universitätsklinikum Bonn
- Heike van Hoorn (* 1971), Managerin und Autorin
- Friedrich Janssen (* 1935), Theologe
- Bernhard Jussen (* 1959), Historiker, Leibnizpreisträger
- Oliver Kalkofe (* 1965), Moderator
- Peter Kallien, Wissenschaftsmanager, Geschäftsführer der Privaten Universität Witten/Herdecke
- Natasha A. Kelly (* 1973), Kommunikationswissenschaftlerin, Aktivistin
- Ingo Knollmann (* 1976), Sänger der Punkband Donots
- Johann Heinrich Kalthoff (1803–1839), Hebraist, Pädagoge und Hochschullehrer
- Michael Karas (* 1952), Bioanalytiker
- Wilhelm Keim (1934–2018), Chemie (Technische Chemie)
- Wilhelm Killing (1847–1923), Mathematiker
- Edige Mustafa Kirimal (1911–1980), türkischer Politiker krim-tatarischer Herkunft
- Stefan Klöckner (* 1958), katholischer Theologe und Musikwissenschaftler, Professor an der Folkwang Hochschule Essen
- Martin Kment (* 1975), Rechtswissenschaftler und Hochschullehrer
- Karin Kneffel (* 1957), Malerin
- Manfred Kock (* 1936), Theologe
- Benedikt Kranemann (* 1959), katholischer Theologe, Liturgiewissenschaftler und Professor an der Universität Erfurt
- Heinrich Kreft (* 1958), deutscher Diplomat
- Hermann Küllmer (* 1944), Vorstand Finanzen Altana
- Anil Jacob Kunnel (* 1984), Regisseur, Filmproduzent und Autor
- Heinz Rudolf Kunze (* 1956), Musiker
- Günther Lachmann (* 1961), Volkswirt, stellvertretender Leiter der Parlamentsredaktion der Welt am Sonntag
- Falko Langenhorst (* 1964), Mineraloge, Leibnizpreisträger
- Jens Lehmann (* 1969), deutscher Nationalspieler (Torwart)
- Norbert Lehmann (* 1960), Fernsehmoderator und Journalist
- Dieter Lenzen (* 1947), Erziehungswissenschaftler, Präsident der Freien Universität Berlin
- Robert Ley (1890–1945), Politiker (NSDAP), Leiter der DAF
- Ursula von der Leyen (* 1958), Ärztin, Politikerin
- Erik Lindner (* 1964), Leiter des Unternehmensarchivs der Axel Springer AG
- Hermann Löns (1866–1914), Journalist und Schriftsteller
- Ute von Lojewski (* 1955), von 2008 bis 2021 Präsidentin der Fachhochschule Münster
- Niklas Luhmann (1927–1998), Soziologe
- Gregor Luthe (* 1970), Unternehmer, Chemiker und Toxikologe
- Hubertus Lutterbach (* 1961), katholischer Theologe und Professor
- Thomas de Maizière (* 1954), Politiker
- Frank Mattern (* 1961), Betriebswirt, Deutschlandchef McKinsey
- Ingrid Matthäus-Maier (* 1945), Politikerin
- Miriam Meckel (* 1967), Journalistin, ehemalige Medienstaatssekretärin NRW, Kommunikationswissenschaftlerin
- Dieter Medicus (1929–2015), 1956 Promotion in Münster zum iur.
- Ulrike Meinhof (1934–1976), Journalistin, Terroristin der RAF
- Helmut Metzner (1925–1999), Chemiker, Träger des Bundesverdienstkreuzes
- Andreas K. W. Meyer (1958–2023), Musikdramaturg und -publizist
- Thomas Middelhoff (* 1953), ehemaliger Bertelsmann-, Arcandor-Vorstandsvorsitzender
- Ralf Miggelbrink (* 1959), Theologe
- Georg Milbradt (* 1945), ehemaliger Ministerpräsident von Sachsen (auch Honorarprofessor)
- Fritz-Gerd Mittelstädt (* 1948), Hochschullehrer an der Universität Osnabrück
- Peter Mohr (* 1964), Ökonom und Neuroökonom
- Walter Momper (* 1945), Politiker
- Karsten Mosebach (* 1969), Lehrer und Fotograf
- Arnold Münster (1912–1990), Chemiker
- Heinrich Mussinghoff (* 1940), Bischof von Aachen
- Philip Naameh (* 1948), Erzbischof in Tamale
- Ingo Nentwig (1960–2016), Sinologe und Ethnologe
- Martin Niemöller (1892–1984), evangelischer Theologe und Widerstandskämpfer gegen den Nationalsozialismus
- Katharina Nocun (* 1986), Netzaktivistin, Bloggerin und Politikerin
- René Obermann (* 1963), Volkswirtschaftslehre, Vorstandsvorsitzender Deutsche Telekom AG
- Günter Ollenschläger (* 1951), Internist und Apotheker, ehemaliger Leiter des Ärztlichen Zentrums für Qualität in der Medizin, Berlin
- Heinrich Overhage (1806–1873), römisch-katholischer Geistlicher und Schriftsteller
- Gertrud Pätsch (1910–1994), Philologin, Ethnologin
- Christian Peitz (* 1974), Autor und Hörspiel-Produzent
- Andreas Pinkwart (* 1960), Politiker, ehemaliger Minister für Innovation, Wissenschaft, Forschung und Technologie und stellvertretender Ministerpräsident des Landes Nordrhein-Westfalen
- Ruprecht Polenz (* 1946), Politiker
- Claus Pommer (* 1969), Jurist, Politiker, Bürgermeister von Hilden
- Christopher Poremba (* 1967), Pathologe, Universität Düsseldorf
- Judith Rakers (* 1976), Journalistin, Fernsehmoderatorin und Sprecherin der Tagesschau
- Veronika Rampold (* 1964), Medizinerin, Buchautorin und Publizistin
- Carla Reemtsma (* 1998), Klimaschutzaktivistin
- Reinhold Remmert (1930–2016), Mathematiker, führender Funktionentheoretiker der Nachkriegszeit
- Ernst Reuter (1889–1953), ehemaliger Bürgermeister von Berlin (1948–1953)
- Peter Rocholl (* 1929), Rundfunkredakteur und Journalist
- Gerhard Rödding (1933–2024), evangelischer Theologe und Politiker der CDU
- Gerhard Roth (1942–2023), Neurobiologe
- Bernd Rüthers (1930–2023), Rechtswissenschaftler
- Felix Rütten (1881–1961), römisch-katholischer Priester, Historiker und Lehrer
- Judith Ryan (* 1943), Germanistin, Professorin an der Harvard University
- Winfried Scharlau (1934–2004), Journalist
- Rainer Schepper (1927–2021), Schriftsteller
- Frank Schindelhauer (* 1953), Generalarzt
- Thorsten Schmidt, Betriebswirt, Vorstand Gildemeister AG, Karriere des Jahres 2006 (Magazin Junge Karriere)
- Heinz Schöffler (1921–1973), Lektor, Schriftsteller, Literatur- und Kunstkritiker
- Hubert Schulze Pellengahr (1899–1985), Politiker
- Kurt Schumacher (1895–1952), Politiker, Erster Oppositionsführer der Bundesrepublik
- Elisabeth Schüssler Fiorenza (* 1938), Theologin (Promotion Münster), Professorin an der Harvard University
- Ferdi Schüth (* 1960), Chemiker, Leibnizpreisträger
- Hans-Joachim Schwager (1929–2004), Pädagoge
- Rudolf Seiters (* 1937), Politiker
- Horst Siebert (1938–2009), Volkswirt, ehemaliger Leiter des Institut für Weltwirtschaft von 1989 bis 2003
- Friedrich Sieburg (1893–1964), Journalist
- Alex Siedenbiedel, Betriebswirt, Studium und Promotion, Gitarrist der Band Donots
- Michael Sievernich (* 1945), SJ, Professor für Pastoraltheologie an der Johannes Gutenberg-Universität Mainz und an der Philosophisch-Theologischen Hochschule Sankt Georgen
- Harald Sievers (* 1975), Landrat des Landkreises Ravensburg
- Hans-Werner Sinn (* 1948), Volkswirt, Präsident des ifo Instituts für Wirtschaftsforschung
- Martin Sonneborn (* 1965), Satiriker, Politiker
- Burkhard Spinnen (* 1956), Schriftsteller
- Karl Stein (1913–2000), Mathematiker, Gewinner der ersten Georg-Cantor-Medaille
- Christoph Strässer (* 1949), Mitglied des Deutschen Bundestags, SPD
- Martin Stuflesser (* 1970), katholischer Theologe, Professor für Liturgiewissenschaft an der Julius-Maximilians-Universität Würzburg
- Barbara Stühlmeyer (* 1964), Autorin und Wissenschaftlerin
- Ludger Stühlmeyer (* 1961), Kantor, Komponist und Musikwissenschaftler
- Friedel Thiekötter (1944–2011), Schriftsteller
- Hans Tietmeyer (1931–2016), Volkswirt
- Bettina Tietjen (* 1960), Moderatorin
- Berthold Tillmann (* 1950), Politiker
- Klaus Töpfer (1938–2024), Politiker und UNO-Hochkommissar
- Markus Voeth (* 1968), Professor für Betriebswirtschaftslehrer insbesondere Marketing an der Universität Hohenheim
- Claudia Vorst (* 1963), Pädagogin, Germanistin und Hochschullehrerin
- Alexander Waschkau (* 1975), Psychologe, Podcaster und Publizist
- Karl-Josef Wasserhövel (* 1962), Staatssekretär, SPD
- Bernd Wehren (* 1970), Grundschullehrer und Schulbuchautor
- Karl Weierstraß (1815–1897), Mathematiker
- Marina Weisband (* 1987), Psychologin und Politikerin
- Oliver Welke (* 1966), Moderator
- Manfred Wennemer (* 1947), Mathematiker, Vorstandsvorsitzender Continental AG
- Monica Nancy Wick (* 1971), Schauspielerin, Filmproduzentin, Filmregisseurin und Drehbuchautorin
- Arthur Wieferich (1884–1954), Mathematiker
- Christian Wilp (* 1964), Journalist, Leiter des Studios Washington des Nachrichtensenders n-tv
- Leon Windscheid (* 1988), Psychologe und Unternehmer
- Hendrik Wüst (* 1975), Ministerpräsident von Nordrhein-Westfalen
- Klaus Zumwinkel (* 1943), ehem. Vorstandsvorsitzender Deutsche Post World Net

## Ehrendoktoren

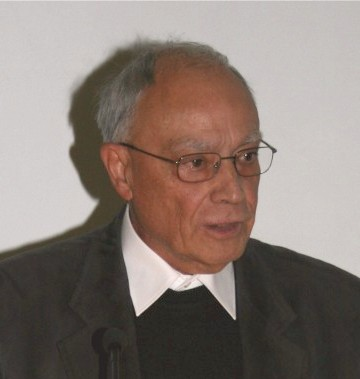
Reinhard Lettmann, Bischof von Münster (1991).

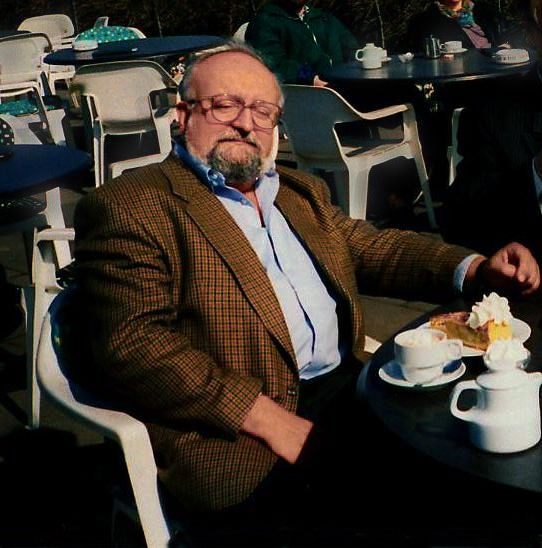
Krzysztof Penderecki, polnischer Komponist (2006).

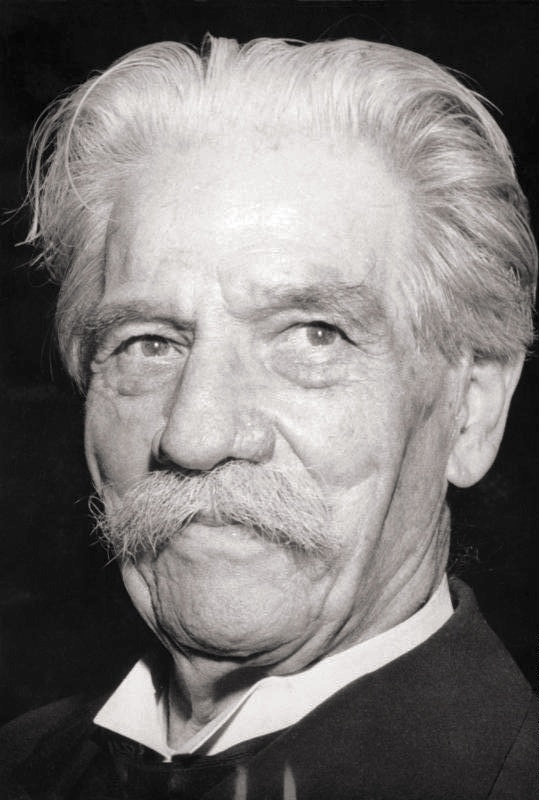
Albert Schweitzer, Mediziner (1958).

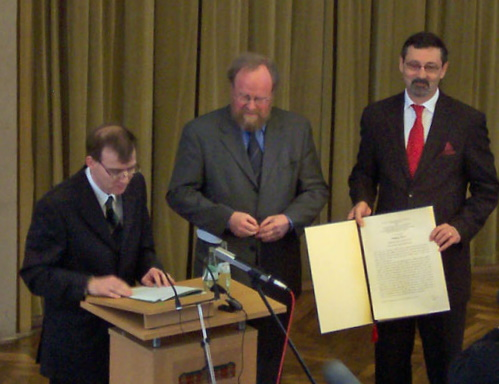
Wolfgang Thierse, Politiker, hier bei der Verleihung der Ehrendoktorwürde (2004).

- Giuseppe Alberigo (1926–2007), römisch-katholischer Theologe und Kirchenhistoriker (1999, Katholisch-Theologische Fakultät)
- Friedrich Althoff (1839–1908), ehemaliger geheimer Regierungsrat für das Universitätsressort (1904)
- Jan Assmann (1938–2024), Ägyptologe, Religionswissenschaftler und Kulturwissenschaftler (1998, Evangelisch-Theologische Fakultät)
- Karl Barth (1886–1968), evangelisch-reformierter Theologe (1922, Evangelisch-Theologische Fakultät)
- Ernst-Wolfgang Böckenförde (1930–2019), Rechtswissenschaftler, ehemaliger Richter des Bundesverfassungsgerichts (2001, Rechtswissenschaftliche Fakultät)
- Johannes Bours (1913–1988), römisch-katholischer Theologe und Schriftsteller (Katholisch-Theologische Fakultät)
- Oliver Brachfeld (1908–1967), Psychologe und Vertreter der Individualpsychologie (1960, Philosophische Fakultät)
- Urie Bronfenbrenner (1917–2005), Entwicklungspsychologe
- Alfred Buß (* 1947), Präses der Evangelischen Kirche von Westfalen (2009, Evangelisch-Theologische Fakultät)
- Henri Paul Cartan (1904–2008), Mathematiker in Paris (1952, Mathematisch-Naturwissenschaftliche Fakultät)
- Günther Dehn (1882–1970), evangelischer Pastor und praktischer Theologe (1926, Evangelisch-Theologische Fakultät)
- Arnold L. Demain (1927–2020), Mikrobiologie und Biotechnologie (2003, Fachbereich Biologie, Mathematisch-Naturwissenschaftliche Fakultät)
- Ingolf Deubel (* 1950), Politiker (2004, Wirtschaftswissenschaftliche Fakultät)
- Johannes Bernhard Diepenbrock (1796–1884), Theologe und Historiker
- Hermann Jakob Dingelstad (1835–1911), Bischof von Münster (1890, Katholisch-Theologische Fakultät)
- Georg Draheim (1903–1972), Wirtschaftswissenschaftler (1968)
- David A. O. Edward (* 1934), Rechtswissenschaftler, Richter am Gerichtshof der europäischen Gemeinschaften (2001, Rechtswissenschaftliche Fakultät)
- Martin Eichler (1912–1992), Mathematiker (1982, Mathematisch-Naturwissenschaftliche Fakultät)
- Heinz Ellenberg (1913–1997), Biologe, Botaniker und Landschaftsökologe
- Gerhard Ertl (1936), Physiker und Nobelpreisträger (2000, Mathematisch-Naturwissenschaftliche Fakultät)
- Gerd Faltings (1954), Mathematiker, Fields-Medaille (2012, Mathematisch-Naturwissenschaftliche Fakultät)
- Gilberto Freyre (1900–1987), Ph. D., Begründer der brasilianischen Soziologie (1968, Rechts- und Staatswissenschaftliche Fakultät)
- Johann Michae l Fritz (* 1936), Kunsthistoriker (2005, Evangelisch-Theologische Fakultät)
- Alois Fuchs (1877–1971), Theologe und Kunsthistoriker (1947, Philosophische Fakultät)
- August Gärtner (1848–1934), Mediziner und Mikrobiologe (Philosophische Fakultät)
- Tenzin Gyatso (* 1935), 14. Dalai Lama (2007, Mathematisch-Naturwissenschaftliche Fakultät)
- Paul Goerens (1882–1945), Metallurge (1942, Philosophische Fakultät)
- Michail Gorbatschow (1931–2022), Staatspräsident der UdSSR (2005, Rechtswissenschaftliche Fakultät)
- Manfred Gotthardt, 1984 bis 2006 Kaufmännischer Direktor des Universitätsklinikums Münster (2003, Medizinische Fakultät)
- Johann Georg Hagen (1847–1930), Astronom und Direktor der vatikanischen Sternwarte in Rom
- Tomas Hammar (* 1928), Politikwissenschaftler (2002, Philosophische Fakultät)
- Jean-Claude Juncker (* 1954), Premierminister Luxemburgs und Präsident der Europäischen Kommission (2001)
- Gennadi Georgijewitsch Kasparow, Mathematiker (2002, Mathematisch-Naturwissenschaftliche Fakultät)
- Karl Koch (1876–1951), evangelischer Theologe (1929, Evangelisch-Theologische Fakultät)
- Anton Köchling (1903–1990), Direktor des Landschaftsverbandes Westfalen-Lippe (1962, Medizinische Fakultät)
- Wim Kok (1938–2018), Ministerpräsident der Niederlande (2003, Philosophische Fakultät)
- Helmut Kollhosser (1934–2004), Jurist (2003, Medizinische Fakultät)
- Heinrich Kraut (1893–1992), Chemiker und Ernährungsforscher (1963, Medizinische Fakultät)
- Hanna-Renate Laurien (1928–2010), Theologin (1996, Katholisch-Theologische Fakultät)
- Ulrich Lehner (* 1946), Manager
- Robert Lehr (1883–1956), Politiker (Medizinische Fakultät)
- Robert Leicht (* 1944), Journalist (2003, Evangelisch-Theologische Fakultät)
- Reinhard Lettmann (1933–2013), Bischof von Münster (1991, Katholisch-Theologische Fakultät)
- Karl Lücking (1893–1976), evangelischer Theologe (1954, Evangelisch-Theologische Fakultät)
- Jan Łukasiewicz (1878–1956), polnischer Logiker (1938, Philosophisch-Naturwissenschaftliche Fakultät)
- Geert Mak (* 1946), niederländischer Schriftsteller und Journalist (2014, Fachbereich Geschichte/Philosophie)
- Rupert Neudeck (1939–2016), Journalist
- Gerrit Noltensmeier (* 1941), Landessuperintendent der Lippischen Landeskirche (2005, Evangelisch-Theologische Fakultät)
- Reinhard Mohn (1921–2009), Vorsitzender des Präsidiums der Bertelsmannstiftung (2001, Wirtschaftswissenschaftliche Fakultät)
- Krzysztof Penderecki (1933–2020), Komponist und Dirigent (2006, Philosophische Fakultät)
- Karl Peters (1904–1998), Jurist (1989, Medizinische Fakultät)
- Friedrich Philippi (1853–1930), Historiker und Archivar (1923, Juristische Fakultät)
- Erich Potthoff (1914–2005), Wirtschaftsprüfer und Landtagsabgeordneter (1996, Wirtschaftswissenschaftliche Fakultät)
- Arnulf Rainer (* 1929), Maler (2004, Katholisch-Theologische Fakultät)
- Bernhard Salzmann (1886–1959), Politiker (1950, Medizinische Fakultät)
- Hubert Schmidbaur (* 1934), Chemiker (2005, Fachbereich Chemie und Pharmazie, Mathematisch-Naturwissenschaftliche Fakultät)
- Erich Schumann (1930–2007), Jurist (2002, Rechtswissenschaftliche Fakultät)
- Albert Schweitzer (1875–1965), Theologe, Philosoph und Arzt (1958, Medizinische Fakultät)
- Hubertus Schwartz (1883–1966), Senator in der Freien Stadt Danzig, Jurist, Bürgermeister und Heimatforscher (Evangelisch-Theologische Fakultät)
- Jon Sobrino SJ (* 1938), Theologe (1998, Katholisch-Theologische Fakultät)
- Karl Stein (1913–2000), Mathematiker (1973, Mathematisch-Naturwissenschaftliche Fakultät)
- Stijn Streuvels (1871–1969), flämischer Schriftsteller (1941, Philosophische und Naturwissenschaftliche Fakultät)
- Wolfgang Thierse (* 1943), Politiker (2004, Philosophische Fakultät)
- Hans Tietmeyer (1931–2016), Präsident der Bundesbank a. D. (1994, Wirtschaftswissenschaftliche Fakultät)
- Wilhelm Thimme (1879–1966), evangelischer Theologe (1925, Evangelisch-Theologische Fakultät)
- Klaus Tolksdorf (* 1948), Jurist und Bundesrichter (1999, Rechtswissenschaftliche Fakultät)
- Wolfgang Trilling (1925–1993), katholischer Priester, Theologe und Neutestamentler (1971)
- Martin Weber (* 1952), Wirtschaftswissenschaftler, für seine Verdienste um die Entscheidungstheorie (2007, Wirtschaftswissenschaftliche Fakultät)
- Wilhelm Weirich (1879–1954), evangelischer Theologe (1932, Evangelisch-Theologische Fakultät)
- Hermann Witting (1927–2010), Mathematiker (1992, Mathematisch-Naturwissenschaftliche Fakultät)
- Wilhelm Zangen (1891–1971), Generaldirektor und Vorsitzender der Mannesmann AG und weiterer Konzerne (1958, Wirtschaftswissenschaftliche Fakultät)